# Frédéric Alphonse Musculus
Pour les articles homonymes, voir Musculus.
Frédéric Alphonse Musculus, né le 16 juillet 1829 à Soultz-sous-Forêts et mort le 26 mai 1888 à Strasbourg, est un chimiste français.

## Carrière
Fils du pharmacien de Soultz-sous-Forêts, il devint lui-même pharmacien. Encore jeune, il fréquenta le laboratoire de Boussingault à Paris. Il étudia l'amidon, s'intéressa à la fabrication de la bière et inventa un alcoolomètre fondé sur la capillarité. Il fut pharmacien en chef à l'hôpital de Strasbourg et présida la Société des sciences, agriculture et arts de la Basse-Alsace. Il fit des recherches en collaboration avec des membres du laboratoire de Felix Hoppe-Seyler.
Il montra en 1876 que la fermentation ammoniacale de l'urine est due à un « ferment soluble » (enzyme) qui peut agir en l'absence de l'organisme vivant auquel « on » attribuait alors le rôle causal. Pasteur, qui avait identifié l'organisme vivant en question (« ferment organisé ») et lui avait attribué le rôle d'agent de la fermentation, fut convaincu par l'expérience de Musculus, mais insista sur le fait que le « ferment soluble » était une production du « ferment organisé ». La découverte de Musculus (le fait qu'une fermentation ne soit provoquée qu'indirectement par un organisme vivant et qu'il soit possible d'obtenir cette fermentation en l'absence de cet organisme vivant, à l'aide de substances non vivantes qu'il a sécrétées) était, dans le cas particulier de la fermentation ammoniacale de l'urine, la confirmation d'une conjecture générale que Moritz Traube en 1858 et Berthelot en 1860 avaient formulée au sujet de toutes les fermentations et que Buchner démontrerait en 1897 dans le cas de la fermentation alcoolique. L'enzyme découverte par Musculus fut appelée plus tard « uréase ».
Frédéric Musculus est inhumé au cimetière Saint-Gall de Strasbourg (Koenigshoffen).

## Publications
Sans prétendre à l'exhaustivité, on citera :
- « Remarques sur la transformation de la matière amylacée en glucose et dextrine », Annales de chimie et de physique, t. 60, 1860, pp. 203-207, consultable sur Gallica.
- « Nouvelle note sur la transformation de l'amidon en dextrine et glucose », Comptes rendus de l'Académie des sciences, t. 54, 1862, pp. 194-197, consultable sur Gallica.
- « Des hydrates stanniques », Comptes rendus de l'Académie des sciences, t. 65, 1867, pp. 961-963, consultable sur Gallica.
- « Note sur la transformation du glucose en une matière analogue à la dextrine », Bulletin de la Société chimique de Paris, nouv. Sér., t. 18, 2e semestre 1872, p. 49 et 66-67, consultable sur Gallica.
- « Sur un papier réactif de l'urée », Comptes rendus de l'Académie des sciences, t. 78, janvier 1874, pp. 132-134, consultable sur Gallica.
- « Sur l'amidon soluble», Comptes rendus de l'Académie des sciences, t. 78, 1874, pp. 1413-1417, consultable sur Gallica.
- « Sur le ferment de l'urée », Comptes rendus de l'Académie des sciences, vol. 82, 1876, pp. 333-336, consultable sur Gallica.
- F. Musculus et D. Gruber, « Sur l'amidon », Bulletin de la Société chimique de Paris, nouv. sér., t. 30, 1878, pp. 54-70, consultable sur Gallica.